# Vijfjarenplan

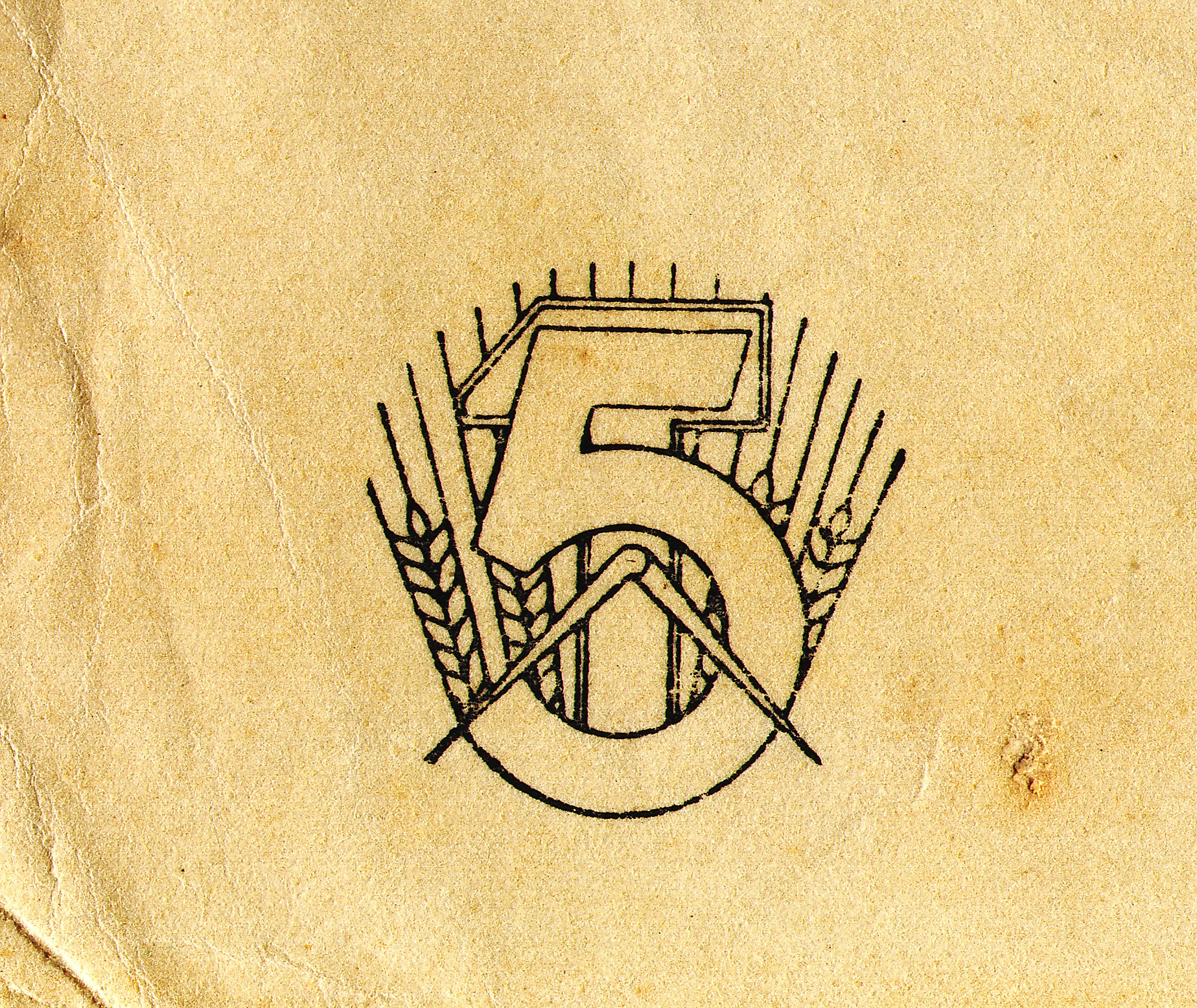
Symbool van het eerste vijfjarenplan van de Duitse Democratische Republiek.

Een vijfjarenplan  (Russisch: пятиле́тние пла́ны разви́тия наро́дного хозя́йства СССР, pjatiletnije plany razvitiya narodnogo khozyaystva SSSR) is een plan waarin een aantal doelstellingen staan die binnen vijf jaar moeten zijn gehaald. Dit was in de Sovjet-Unie een belangrijk middel in de communistische centraal geleide economie. Andere communistische landen volgden dit concept. In de Volksrepubliek China worden sinds 1953 vijfjarenplannen gemaakt. 
Tegenwoordig wordt in vrije markteconomieën het concept in verschillende vormen (zeven- of twaalfjarenplan) gebruikt om bepaalde doelen aan te geven, die niet als eisen worden gehanteerd, maar meer als beleidslijnen. Een voorbeeld is India met zijn vijfjarenplannen (Hindi: Panch-Varsh Pranalika)

## Sovjet-Unie
Vijfjarenplannen (Russisch: пятилетка; pjatiletka) werden in de Sovjet-Unie opgesteld door de Gosplan, in samenwerking met technische en wetenschappelijke instituten en werd gebaseerd op de globale beleidslijnen van de Communistische Partij van de Sovjet-Unie voor economische groei. Ze waren aanvankelijk gericht op de snelle industrialisatie van met name de zware industrie. Pas na goedkeuring door de Opperste Sovjet en het congres van de Centrale Vakbondsraad van de Sovjet-Unie trad het plan in werking.
Het eerste vijfjarenplan, voortgekomen uit het plan GOELRO, werd gestart in 1928 en omvatte ook de grote collectivisatie van de landbouw met de opzet van kolchozen en sovchozen, waardoor het systeem van de koelakken werd vernietigd. In 1956 werd, onder Nikita Chroesjtsjov, een zevenjarenplan ingevoerd, wat later weer werd omgezet in een vijfjarenplan. In totaal zijn er 12 vijfjarenplannen geweest, waarvan het laatste van 1985 tot 1990 liep. In 1991 viel de Sovjet-Unie uit elkaar en hield de geleide economie op te bestaan, waarmee het 13e vijfjarenplan niet volledig werd uitgevoerd. Overigens duurden meerdere plannen korter door meevallers, of faalden. Dat laatste kwam vaker voor.
Voor het falen van de Russische vijfjarenplannen zijn de volgende oorzaken te geven:
- De economie van een land is te ingewikkeld om alles in een plan te omvatten;
- Het plan werd volledig bepaald door politieke voorkeuren, de top van de partij bepaalde de prioriteiten en het plan was hiervan een uitwerking;
- De plannen waren sterk gericht op de ontwikkeling van de zware industrie. Voor consumentengoederen was, tot Chroesjtsjov, weinig aandacht. Russische burgers hadden grote moeite om zelfs dagelijkse producten als voedsel, schoenen en kleding, aan te schaffen;
- De prijzen voor de producten, grondstoffen en lonen werden centraal vastgesteld. Er waren geen prijssignalen die aangaven dat er met verlies in de fabrieken werd gewerkt en een prijsverhoging was geen indicatie dat er veel vraag was naar een product en dat de productie verhoogd diende te worden.
- Er lag een grote nadruk om de kwantitatieve doelstellingen van het plan ten minste te bereiken en liefst te overtreffen. De staatsbedrijven richten hun productieproces in op de eenvoudigste producten en wilden zo weinig mogelijk aanpassingen. Iedere aanpassing kon tot productieverlies leiden en daarmee werd de doelstelling niet gehaald. Onder Stalin kon dit resulteren in zware straffen, maar later verloren de bedrijfsleiders financiële en materiële beloningen.
- Het plan lokte verkeerd gedrag uit. Door de zware focus op kwantiteit nam de kwaliteit van de goederen af, immers een oude en slechte schoen telde even zwaar mee als een moderne en goede schoen. Het leidde ook allerlei inefficiënties, bij het transport werden langere routes afgelegd want de prestatie werd berekend in tonkilometers.
- bij het plan werd veel gebruik gemaakt van ervaringscijfers uit het verleden. Met de introductie van nieuwe materialen, zoals bijvoorbeeld chemicaliën of computers, ontbrak deze ervaring met als gevolg dat deze grotendeels genegeerd werden. Bedrijven toonden zelf ook weinig belangstelling voor onderzoek en ontwikkeling.

Het plan werkte wel om veel middelen te richten op een politiek gewenst doel. Onder Stalin was dit de zware industrie die een snelle ontwikkeling doormaakte. Het leger kreeg ook voorrang bij de ontwikkeling van nieuwe en geavanceerde wapens. Het Russische ruimtevaartprogramma, met de successen van de kunstmatige satelliet Spoetnik 1 en de eerste mens in een baan rond de aarde, was waarschijnlijk niet mogelijk geweest zonder de focus van een meerjarig plan.

## Volksrepubliek China
Op 1 oktober 1949 werd de Volksrepubliek China uitgeroepen. Met hulp van de Sovjet-Unie werden de politiek structuren neergezet en begon Mao Zedong de Chinese economie, met nadruk op zware industrie, te ontwikkelen. Het eerste vijfjarenplan betrof de periode 1953-1957. De nadruk lag op industrialisatie. Om geld voor de noodzakelijke investeringen door de staatsbedrijven vrij te maken werd de consumptie geremd en kreeg de landbouw minder geld. Het beleid was succesvol en de productie van de zware industrie steeg met 25% op jaarbasis. Het tweede vijfjarenplan (1958-1962) viel grotendeels samen met de Grote Sprong Voorwaarts. Ook in dit plan lag de nadruk op de groei van de zware industrie, maar in vergelijking tot het eerste plan lagen de doelstellingen fors hoger. Veel boeren werden ingezet voor de productie van, onder andere, ijzer en staal, met een forse daling van de landbouwproductie tot gevolg. Door de hongersnood met miljoenen doden die hierop volgde, duurde het tot 1966 voor het derde plan werd gepresenteerd.
In 1978 voerde Deng Xiaoping het "kapitalisme met socialistische trekjes" in. De markteconomie nam de rol van de overheid en het vijfjarenplan grotendeels over. Nog steeds worden in China vijfjarenplannen gemaakt, maar hierin staan meer zachte ambities en gebruikt de overheid fiscale en financiële instrumenten om deze doelstellingen te bereiken. In het 13e plan (2016-2020) staat economische groei nog steeds centraal, maar ook aandacht voor het milieu, de ontwikkeling van het internet en ecommerce, modernisering van het leger en verbetering van de gezondheidszorg.
In oktober 2017 deelde president Xi Jinping zijn plannen voor de lange termijn. Hij wil de economische groei rond de 6,5% per jaar houden, maar ook meer aandacht schenken aan het milieu en de hoge schulden reduceren. China moet op het wereldtoneel een krachtiger positie innemen op het gebied van de politiek, economie, militair en milieu.

## Nazi-Duitsland
In het nationaalsocialistische nazi-Duitsland werd een vierjarenplan geïntroduceerd in 1936, naar voorbeeld van de Sovjet-Unie. Dit werd door de slechte leiding van Hermann Göring geen groot succes en in 1941 verdween dit systeem.

## Bedrijven en organisaties
Tal van bedrijven en organisaties werken met vijfjarenplannen. Zo bestaan er onder meer vijfjarenplannen bij dochterorganisaties van de VN zoals de Wereldgezondheidsorganisatie en bij de Europese Unie. 